# NK Uljanik Zagreb
Nogometni klub Uljanik Zagreb hrvatski je nogometni klub iz Zagreba. Trenutačno djeluje samo veteranska selekcija.
Sjedište kluba je na adresi Trpanjska 17, 10000 Zagreb. 
Klub je 2006. osnovao Marijan Vidmar iz Pule uz još nekoliko prijatelja. Dobio je ime po pulskom Uljaniku koji je prestao djelovati 2003.

## Vanjske poveznice
- Profil, HNS Semafor